# Chaingy
Chaingy és un municipi francès, situat al departament del Loiret i a la regió de Centre – Vall del Loira. L'any 2007 tenia 3.458 habitants.

## Demografia

### Població
El 2007 la població de fet de Chaingy era de 3.458 persones. Hi havia 1.250 famílies, de les quals 232 eren unipersonals (99 homes vivint sols i 133 dones vivint soles), 410 parelles sense fills, 545 parelles amb fills i 63 famílies monoparentals amb fills.
La població ha evolucionat segons el següent gràfic:
Habitants censats

### Habitatges
El 2007 hi havia 1.345 habitatges, 1.258 eren l'habitatge principal de la família, 22 eren segones residències i 65 estaven desocupats. 1.265 eren cases i 52 eren apartaments. Dels 1.258 habitatges principals, 994 estaven ocupats pels seus propietaris, 248 estaven llogats i ocupats pels llogaters i 16 estaven cedits a títol gratuït; 39 tenien una cambra, 50 en tenien dues, 156 en tenien tres, 289 en tenien quatre i 724 en tenien cinc o més. 1.073 habitatges disposaven pel capbaix d'una plaça de pàrquing. A 428 habitatges hi havia un automòbil i a 739 n'hi havia dos o més.

### Piràmide de població
La piràmide de població per edats i sexe el 2009 era:
| Homes | Edats   | Dones |
| ----- | ------- | ----- |
| 0     | 95 o +  | 4     |
| 8     | 90 a 94 | 16    |
| 8     | 85 a 89 | 36    |
| 16    | 80 a 84 | 16    |
| 28    | 75 a 79 | 16    |
| 52    | 70 a 74 | 32    |
| 48    | 65 a 69 | 60    |
| 64    | 60 a 64 | 68    |
| 84    | 55 a 59 | 80    |
| 120   | 50 a 54 | 116   |
| 132   | 45 a 49 | 128   |
| 148   | 40 a 44 | 156   |
| 116   | 35 a 39 | 96    |
| 100   | 30 a 34 | 128   |
| 48    | 25 a 29 | 68    |
| 64    | 20 a 24 | 76    |
| 124   | 15 a 19 | 116   |
| 84    | 10 a 14 | 92    |
| 88    | 5 a 9   | 124   |
| 52    | 0 a 4   | 76    |

## Economia
El 2007 la població en edat de treballar era de 2.298 persones, 1.743 eren actives i 555 eren inactives. De les 1.743 persones actives 1.652 estaven ocupades (851 homes i 801 dones) i 89 estaven aturades (45 homes i 44 dones). De les 555 persones inactives 193 estaven jubilades, 194 estaven estudiant i 168 estaven classificades com a «altres inactius».

### Ingressos
El 2009 a Chaingy hi havia 1.306 unitats fiscals que integraven 3.530 persones, la mediana anual d'ingressos fiscals per persona era de 22.051 €.

### Activitats econòmiques
Dels 143 establiments que hi havia el 2007, 11 eren d'empreses extractives, 2 d'empreses alimentàries, 1 d'una empresa de fabricació de material elèctric, 1 d'una empresa de fabricació d'elements pel transport, 12 d'empreses de fabricació d'altres productes industrials, 29 d'empreses de construcció, 23 d'empreses de comerç i reparació d'automòbils, 6 d'empreses de transport, 6 d'empreses d'hostatgeria i restauració, 3 d'empreses d'informació i comunicació, 6 d'empreses financeres, 6 d'empreses immobiliàries, 17 d'empreses de serveis, 13 d'entitats de l'administració pública i 7 d'empreses classificades com a «altres activitats de serveis».
Dels 38 establiments de servei als particulars que hi havia el 2009, 1 era una oficina de correu, 1 una oficina bancària, 4 tallers de reparació d'automòbils i de material agrícola, 1 autoescola, 6 paletes, 4 guixaires pintors, 5 fusteries, 6 lampisteries, 1 electricista, 2 empreses de construcció, 3 perruqueries, 2 restaurants, 1 agència immobiliària i 1 saló de bellesa.
Dels 5 establiments comercials que hi havia el 2009, 1 era un hipermercat, 2 fleques, 1 una fleca i 1 una peixateria.
L'any 2000 a Chaingy hi havia 21 explotacions agrícoles que ocupaven un total de 990 hectàrees.

## Equipaments sanitaris i escolars
El 2009 hi havia 1 psiquiàtric i 1 farmàcia.
El 2009 hi havia 1 escola maternal i 1 escola elemental.

## Poblacions més properes
El següent diagrama mostra les poblacions més properes.